# Кисело-алкална дијета
Кисело-алкална дијета, која се често назива алкална дијета, алкално-кисела или кисело-алкална исхрана је план исхране заснован на уносу више алкализирајућих (пХ вредност већа од 7) а мање ацидичних (пХ вредност мања од 7) намирница. При томе требало би имати у виду да се алкализујуће и ацидично односи на дејство које намирнице имају на организам, а не да ли су намирнице базе или киселе. Кисело-алкална дијета има бројне карактеристике које је означавају и као здраву исхрану и/или као исхрану која омогућава одређену количину флексибилности.
Међутим ова врста дијете према ставу данашње науке засноване је на погрешном схватању да различите врсте хране могу утицати на пХ равнотежу тело. Настала је из хипотезе киселог пепела, која се првенствено односила на истраживања остеопорозе. Заговорници ове дијете верују да одређена храна може утицати на киселост (пХ) тела и да се промена пХ може користити за лечење или превенцију болести. Међутим, њихове тврдње су псудонаучне, јер нема доказа који подржавају тврдњене механизама ове дијете, коју не препоручују дијететичари или други здравствени радници.

## Историја
Улога исхране и њен утицај на киселост мокраће проучава се деценијама од стране физиолозога кроз проучавање улоге бубрега у регулаторним механизмима тела за контролу киселости телесних течности. 
Данашња кисело-алкална дијета има своје корене у студијама биолога Клода Бернара који је проучавао ефекте бубрега на контролу киселости течности у човековом телу. Овај француски биолог међу првима је изнео запажање овог ефекта на зечевима када је открио да је промена њихове исхране, као биљоједа, исхраном месождера (уносом углавном меса) дошло до промене састав пХ вредности њихове мокраће из више алкалне на више киселу. Подстакнута овим запажањима, каснија истраживања су се фокусирала на хемијска својства и киселост састојака остатака сагореле хране, описаних као пепео. „Хипотеза о пепелу у исхрани“ је сугерисала да би ова храна, када се метаболише, оставила сличан „кисели пепео“ или „алкални пепео“ у телу као они који су оксидовани сагоревањем.
Научници за исхрану почели су да прецизирају ову хипотезу почетком 20. века, наглашавајући улогу негативно наелектрисаних честица (анјона) и позитивно наелектрисаних честица (катјона) у храни. Претпостављало се да дијете са високим садржајем хлорида, фосфата и сулфата (од којих су сви анјони) стварају киселине, док се за исхрану богату калијумом, калцијумом и магнезијумом (сви су катјони) претпоставља да стварају алкалије. Друга истраживања су показала да специфичне намирнице, као што су бруснице, суве шљиве и шљиве, имају необичне ефекте на пХ мокраће. Док су ове намирнице у лабораторији давале алкални пепео, оне садрже слабу органску киселину, хипуринску киселину, због чега је мокраћа уместо тога постала киселија.
Разматрањем теорије кисело-алкалног односа тела са еволутивног и научног становишта неки истраживачи сматрају да она могу да нам открије доста тога из далеке људске прошлости. Једна студија процењује да је 87% људске популације пре настанка пољопривреде конзумирало алкалну храну  и у закључку наводи ... да метаболичка ацидоза изазвана исхраном и њене последице код људи који се хране савременом исхраном одражавају неусклађеност између састава хранљивих материја у исхрани и генетски одређених нутритивних захтева за оптималан системски ацидо-базни статус.
Из ових и сличних истраживања настала је основа за многе аргументе у корист алкалне исхране.

## Основне информације
На основу доказа указује да поремећаји ацидобазног статуса изазвани исхраном имају патогене ефекте развила се пракса примене кисело-алкалне дијете.

### Нормалне пХ вредности тела
Значење пХ вредности је мера колико је нешто тело као целина кисело или алкално, и креће се од 0 до 14:
- пХ вредност 0-7 је кисело.
- пХ вредност 7 је неутрално.
- пХ вредност 7-14 је алкално (или базно).

Међутим, треба имати у виду да  пХ вредност тела у великој мери варира од органа до органа. Неки делови су кисели, други су алкални. Не постоји одређени ниво.
Желудац је пун хлороводоничне киселине, што му даје пХ вредност између пХ вредност 2 и 3,5 (изузетно кисела средина). Ово је неопходно за разлагање хране.
С друге стране, људска крв је увек благо алкална, са пХ између 7,35 и 7,45, и пХ вредност крви изван овог нормалног опсега је веома озбиљан поремећај који може бити фаталан ако се не лечи правовремено. Међутим како се овај поремећај дешава само током одређених болести, патолошка промена пХ вредности крви нема апсолутно никакве везе са храном која се конзумира из дана у дан.

### Кисело-алкална теорије и истраживања
У кисело-алкалној теорији многе болести су последица претеране акумулације киселине у организму. Неки докази иду у прилог теорији да исхрана са великим садржајем киселих намирница води до болести, као што су остеопороза, гихт и реуматоидни артритис.
Савремени човек пати од последица хроничне, системске метаболичке ацидоза ниског степена изазвана исхраном. Истраживања су показала да савремена исхрана која ствара киселину заиста карактеристично производи системску метаболичку ацидозу ниског степена код иначе здравих одраслих особа, и да се степен ацидозе повећава са годинама, у односу на нормалан пад бубрежне функције у вези са старењем. Такође истраживања су открили да је неутрализација нето киселог оптерећења исхраном суплементима калијум бикарбоната (KHCO3) побољшала равнотежу калцијума и фосфора, смањила стопу ресорпције костију, побољшала равнотежу азота и ублажила нормално настајање опадања лучења хормона раста, повезаног са годинама, све без ограничавања кухињске соли у исхрани. Штавише, откривено је да истовремена примена алкалинизујуће соли калијума (калијум цитрата) са кухињском соли спречава кухињској соли да повећа излучивање калцијума у мокраћи и ресорпцију костију, као што се догођало при примене  само кухињске соли.
Алкална дијета је базирана на две основне идеје: 
- Прво, алкална исхрана је веома здрав и чист начин исхране. Садржи доста поврћа и воћа, а подразумева избацивање свих прерађених намирница и рафинисаних зрна.
- Друго, алкална дијета захтева чешћи боравак у кухињи, због обраде поврћа и воћа на различите начине.

### Проблеми
Како је су у основи, поврће и воће алкалне намирнице, већина других намирница спада у категорију киселих. У том смислу прелазак на алкалну исхрану може да делује мало застрашујуће, барем на почетку, јер је за многе везана за потпуну промену начина живота. Алкална дијета није тешка због правила, већ зато што је потребно извесно време да се пациент на њу навикне.
Да би овај прелазак прошао глатко, требало би осмислите план алкалне исхране са различитим рецептима за сваки дан, а то тражи више времена и захтева спремање многих јела, као што су салате, супе, прилози уз јело, који се састоје од неколико врста алкализирајућег поврћа.

## Принципи
Алкална дијета има за циљ да помогне организму да одржи уравнотежен ниво пХ у мокраћи, како би организам функционисао најбоље могуће. Ако је пХ вредност крвне плазме већа од 7, онда је она базна, а ако је мања од 7, онда је она кисела. Код људи, пХ вредност крвне плазме мора да буде између 7,3 и 7,45 и уколико није у том распону, последице могу да буду многобројне. На пример, пХ вредност од 6,95 може да доведе до дијабетичке коме и смрти, док пХ вредност од 7,7 може да резултује тетаничним конвулзијама и исто тако смрћу!
Да би се одржала ацидобазна равнотежа у организму, неопходно је да се конзумира више алкализирајућих намирница, а мање ацидичних. То не значи да свака намирница мора да буде алкализирана.
Многи заговорници ове дијете предлажу да људи прате свој пХ ниво тестом мокраће, пазећи да је резултат алкални (пХ изнад 7), а не кисели (пХ испод 7).

### Да ли је кисело-алкална дијета здрава?
За разлику од многих необичних дијета, алкална дијета је заправо прилично здрава, јер се заснива на стварној, непрерађеној храни. То нема апсолутно никакве везе да ли су намирнице базе или киселе. 
Здрава је и зато што подстиче на већи унос воћа, поврћа и здраве биљне хране, док ограничава прерађену, високо рафинисану храну. Киселине су заправо неке од најважнијих градивних јединица живота ... укључујући аминокиселин, масне киселине и ДНК (дезоксирибонуклеинске киселине).

## Супротстављени ставови
Заговорници алкална дијета сматрају да она може користити нашем организму на следеће начине:
- Олакшањем након губитка телесне тежине
- Побољшањем здравља костију
- Побољшањем здравља срца
- Смањењем губитака мишића
- Већом користи од бољих резултата хемотерапије

Тачно је да је алкална исхрана здрава јер се заснива на правој, непрерађеној храни. Али то нема апсолутно никакве везе са тим да ли је храна базична или кисела. 
Међутим, тврдње о механизмима рада ово дијете нису подржане од стране науке, људске физиологије, или било које поузданије студије, јер није дат и одговор који је  ниво ацидозе је прихватљив. 
Међутим у неким студијама се тврди  да било који ниво ацидозе може бити неприхватљив из еволуционе перспективе, и да реално гледано метаболичка алкалоза ниског степена може бити оптимално ацидо-базно стање за људе.
Хипотеза „киселина-пепео“ тврдила је да је вишак производње киселине у исхрани фактор ризика за остеопорозу, али научни докази не подржавају ову хипотезу.
Лекари алтернативне медицине који су промовисали алкалну исхрану заговарали су њену употребу у лечењу различитих здравствених стања, укључујући рак. Ове тврдње су углавном промовисане на веб-сајтовима, часописима, директној пошти и књигама, и углавном су усмерене на лаичку публику. Ова верзија исхране, поред избегавања меса и других протеина, такође заговара избегавање прерађене хране, белог шећера, белог брашна и кофеина, а може укључивати и специфичне режиме вежбања и додатака исхрани.
Верзију ове дијете такође је промовисао Роберт О. Јунг као метод мршављења у својој књизи. Према Академији за исхрану и дијететику, делови његове исхране, као што је нагласак на једењу зеленог лиснатог поврћа и вежбању, вероватно би били здрави. Међутим, „нејасна теорија“ на којој се заснива његова исхрана и ослањање на компликоване режиме поста и додатке исхрани значи да ова дијета „није здрав начин за мршављење.“
Такође став да киселина изазива реуматоидну болест, артритис и остеоартритис, и да се алкална дијета може користити за лечење ових стања, нема јасних научних доказ  који би подржавајли овај предлог.
Тестирање киселости мокраће и/или пљувачке на киселост је предложено као начин да се измери ниво киселости тела, а самим тим и ниво ризика од болести. Међутим, утврђено је да не постоји корелација између пХ вредности мокраће и киселости тела.

## Здравствени ризици
Као и свака дијета и алкална дијета носи у себи одређене ризике, који се морају имати у виду пре почетка њене примене. На пример ако пацијент корист лекове за шећерну болест који могу изазвати хипогликемију, требало би пацијента упозорити да ова исхрана не повећава ризик од ниског нивоа шећера у крви.
Препоручљиво је да пацијент не почне са дијетом пре него што обави разговар са својим лекаром или дијететичаром, односно пре него што се започне дијета која се значајно разликује од пацијентове тренутне.